# Abdullah al-Khaibari
Abdullah al-Khaibari (arabisch عبد الله الخيبري, DMG ʿAbd Allāh al-Ḫaibarī; * 16. August 1996 in Riad) ist ein saudi-arabischer Fußballspieler.

## Karriere

### Verein
Er begann seine Karriere bei al-Shabab und wechselte von deren U23 zur Saison 2017/18 in die erste Mannschaft. Im Februar 2019 wechselte er zu al-Nassr FC. Hier gewann er mit seiner Mannschaft bis jetzt einmal die Meisterschaft und zwei Mal den Supercup.

### Nationalmannschaft
Nach der U23, mit der er an der U-23-Asienmeisterschaft 2018 teilnahm, hatte er sein Debüt in der Nationalmannschaft von Saudi-Arabien am 26. Februar 2018 bei einem 3:0-Freundschaftsspielsieg über Moldau. Hierbei stand er in der Startelf und wurde nach der ersten Halbzeit ausgewechselt. Nach ein paar weiteren Freundschaftsspiel stand er dann auch im Kader der Mannschaft bei der Weltmeisterschaft 2018, kam hier jedoch zu keinem Einsatz. Zuletzt kam er im Oktober 2019 in einem Länderspiel gegen Singapur im Rahmen der WM-Qualifikation zum Einsatz.